# Arroyo Miguelete (Colonia)
El Arroyo Miguelete es un curso de agua uruguayo que atraviesa el departamento de  Colonia perteneciente a la cuenca hidrográfica del Río de la Plata.
Nace en la Cuchilla San Salvador y desemboca en el río San Juan tras recorrer alrededor de  25 km.